# Claude Roussin
Pour les articles homonymes, voir Roussin.
Claude Roussin, né à Montréal le 3 août 1941 et mort le 6 juin 2021, est un écrivain, auteur dramatique, scénariste et réalisateur québécois.

## Biographie
Né à Montréal, en 1941, Claude Roussin a vécu son adolescence à Saint-François-du-Lac (Comté de Yamaska) de 1950 à 1959. De retour à Montréal, il entreprend des études à l'École Normale Jacques-Cartier en 1959. Détenteur d’un baccalauréat en pédagogie de l'Université de Montréal (1963) et d'un baccalauréat en géographie de l'Université d'Ottawa (1971), il a été enseignant dans diverses commissions scolaires régionales du Québec (Montérégie, Outaouais et Estrie) de 1963 à 1977. 
Pendant ces quatorze années, il publie plusieurs lettres et articles dans des journaux et revues et écrit ses principales pièces de théâtre dont : Une Job, Le Sauteur de Beaucanton et Marche, Laura Secord !. Ces trois textes, à la fois parodiques et satiriques, sont considérés comme son apport le plus significatif au théâtre québécois des années 1970.
À titre d'auteur dramatique, il devient membre de l'exécutif du CEAD en 1974, secrétaire-trésorier puis président (1975-76) et effectue, grâce à une bourse du Conseil des Arts du Canada, un voyage d'échanges culturels en Afrique de l'Ouest (Sénégal et Mauritanie) en 1978.
Par la suite, il écrit principalement pour la télévision (Radio-Québec, Radio Canada, Télé-Ontario) et est scénariste à la pige auprès de plusieurs maisons de productions indépendantes (Idéacom, Lambert Multimédias, SDA, Prisma, Cinepro, Productions J.-L.Frund). À partir de 1998 jusqu'en 2007, il devient chargé de projet et auteur dans quelques maisons d’éditions québécoises de manuels d'enseignement (Éditions Beauchemin et Modulo).

## Principales réalisations

### Théâtre
- Une job, éditions de l’Aurore, 1975, mise en scène par James Rousselle et Jean-Pierre Chartrand, présentée par les étudiants de l’Option-Théâtre La Magdeleine le 9 mai 1972 et sous l’égide du CEAD aux Lundis du TNM, le 4 décembre 1972. Cette pièce a été traduite sous le titre Looking for a job par Allan Van Meer et publiée par Simon & Pierre dans Collection of Canadian Plays en 1978.
- Le Sauteur de Beaucanton, Leméac, 1974, mise en scène par James Rousselle, présentée au Théâtre de Quat’Sous en octobre 1974. Cette pièce a été traduite en anglais et présentée à la radio FM, dans le cadre de l'émission CBC Stage, à Montréal au mois de novembre 1977.
- Marche, Laura Secord !, éditions de l’Aurore, 1975, mise en scène par Albert Millaire, une coproduction du Théâtre du Nouveau Monde, du Trident et du C.N.A. Parodie musicale jouée successivement à Québec, Montréal et Ottawa en novembre, décembre et janvier 1975-1976.
- Moto Plus, pièce pour adolescents mise en scène par Claude Des Landes, produite par la Nouvelle Compagnie Théâtrale en mars 1976.
- Qu’est-ce qu’on fait ast’heure, en collaboration avec le Théâtre de la Marmaille dans  Pourquoi tu dis ça? présentée au Théâtre Denise-Pelletier en octobre 1976.
- Les Maudits Anglais, Playwrights Canada, 1984, collaborateur, création collective du Théâtre Passe Muraille de Toronto présentée au Théâtre d’aujourd’hui en septembre 1978.

### Télévision et cinéma
- Le Procès D'Étienne, dramatique d’une heure sur l’adolescence, dans le cadre de la série La Maisonnée, diffusée sur les ondes de Radio-Québec en 1976.
- Louise et Marcel, Francine et Michel, Monique et Simon, trois dramatiques de trente minutes sur le couple, dans le cadre de la série La vie à deux, diffusées sur les ondes de Radio-Québec en 1978.
- BabillArt, responsable du contenu rédactionnel d'un magazine culturel hebdomadaire animé par Reine Malo, à Radio-Québec, 65 émissions diffusées entre 1978 et 1980.
- Visage : deux émissions biographiques sur l'écrivain Yves Thériault et le chanteur-animateur Jacques Normand diffusées sur les ondes de Radio-Québec (1981). Scénario, recherches et interview.
- Michou et Pilo, huit émissions jeunesses de trente minutes diffusées sur les ondes de Radio-Canada (1985-1986).
- Iniminimagimo, série télévisée québécoise pour la jeunesse diffusée entre 1987 et 1990 sur Radio-Canada. (Auteur de 50 des 200 épisodes de quinze minutes.) Prix Gémeaux de la meilleure série ou émission jeunesse en 1988, 1989 et 1990.
- Avoir du Panache, moyen métrage documentaire sur l’élan d’Amérique, Productions Jean-Louis Frund. Radio-Québec (1990).
- Derrière la caméra : Jean-Louis Frund, moyen métrage, 1991. (Scénariste et réalisateur.) Productions J-L.Frund.